# Vilsund Vest
Vilsund Vest er en landsby i Thy med 385 indbyggere  (2024), beliggende ved Vilsund, 11 kilometer syd for Thisted og 20 kilometer nordvest for Nykøbing Mors. Nærmeste byer er Sundby Thy 3 kilometer mod vest og Sundby Mors fire kilometer mod øst.
Vilsund Vest ligger i Region Nordjylland og hører til Thisted Kommune. Landsbyen er beliggende i Stagstrup- og Skjoldborg Sogne.
Vilsundbroens vestlige ende er i Vilsund Vest.
- Vildsund Havnekontor
- Mindesten for markedsforpagter Viktor Petersen nord for Hotel Vildsund Strand